# 耶日·东布罗夫斯基 (排球运动员)
耶日·东布罗夫斯基（波蘭語：Jerzy Dabrowski，1952年8月8日—），波兰男子田径、排球运动员。他曾代表波兰参加1980年、1988年、1992年、1996年和2000年夏季残疾人奥林匹克运动会，获得七枚金牌、四枚银牌和二枚铜牌。